# Volta Limburg Classic 2018

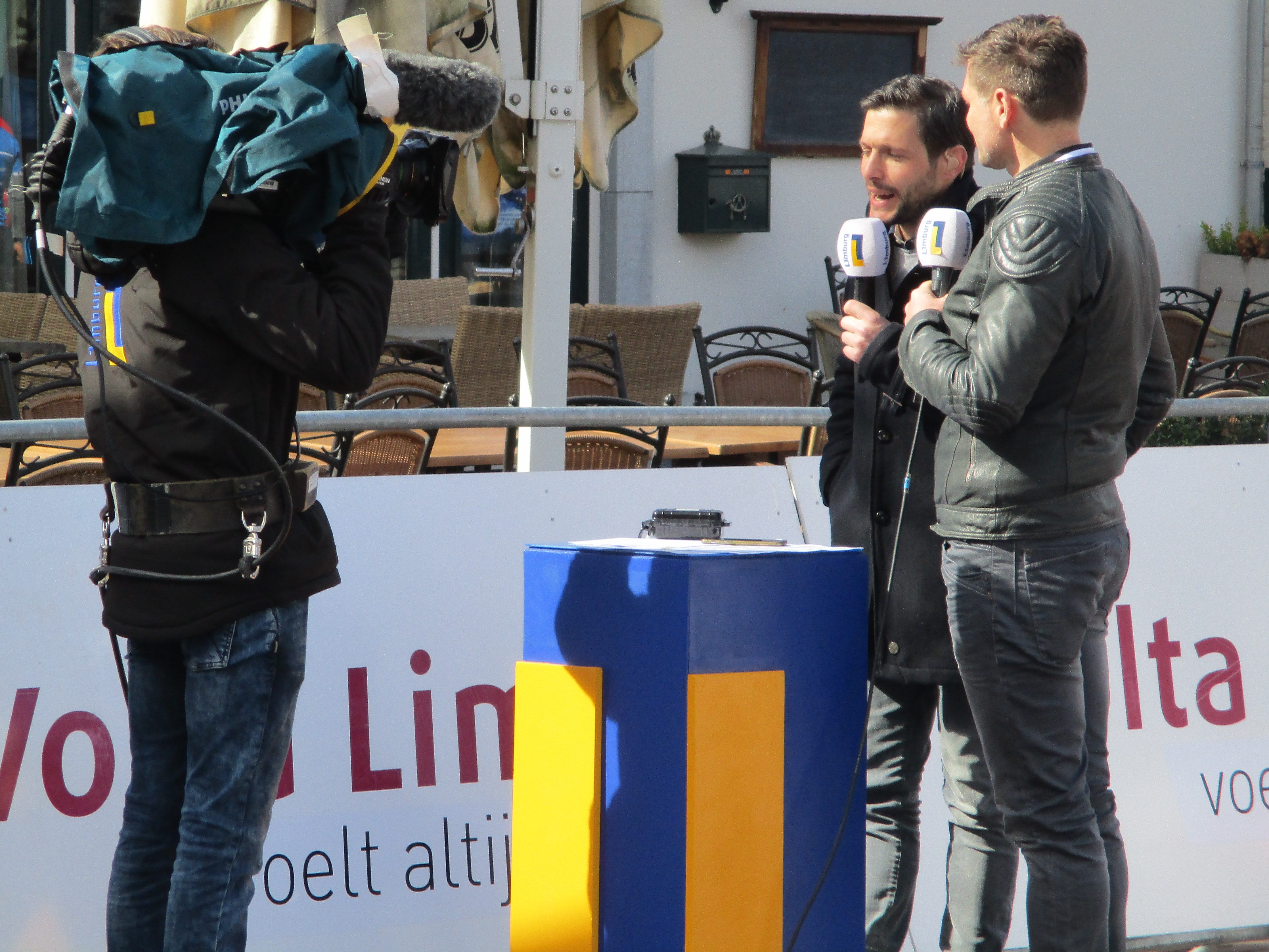
Photo prise lors de la Volta Limburg Classic 2018

La 45e édition de la Volta Limburg Classic a lieu le 31 mars 2018. Elle fait partie du calendrier UCI Europe Tour 2018 en catégorie 1.1.

## Équipes
Classée en catégorie 1.1 de l'UCI Europe Tour, la Volta Limburg Classic est par conséquent ouverte aux WorldTeams dans la limite de 50 % des équipes participantes, aux équipes continentales professionnelles, aux équipes continentales et aux équipes nationales.
Vingt-quatre équipes participent à cette Volta Limburg Classic : une WorldTeam, neuf équipes continentales professionnelles et quatorze équipes continentales.
| WorldTeam- Lotto NL-Jumbo Équipes continentales professionnelles (9)- Aqua Blue Sport - CCC Sprandi Polkowice - Israel Cycling Academy - Nippo-Vini Fantini-Europa Ovini - Roompot-Nederlandse Loterij - Sport Vlaanderen-Baloise - Vital Concept - WB-Aqua Protect-Veranclassic - Wanty-Groupe Gobert Équipes continentales (14)- Alecto - BEAT Cycling Club - Canyon Eisberg - Cibel-Cebon - Coop - Delta Cycling Rotterdam - Destil-Parkhotel Valkenburg - Lotto-Kern-Haus - Metec-TKH-Mantel - Monkey Town Continental - Riwal CeramicSpeed - Tarteletto-Isorex - Virtu Cycling - Vlasman Track/Road Continental |
| |

## Classements

### Classement final
.
| \| Classement général \| Classement général \| Classement général \| Classement général \| Classement général \| \| Coureur \| Coureur \| Pays \| Équipe \| Temps \| \| ------------------ \| ------------------ \| ------------------ \| ------------------------------- \| ------------------ \| \| 1er \| Jan Tratnik \| Slovénie \| CCC Sprandi Polkowice \| 4 h 42 min 34 s \| \| 2e \| Marco Tizza \| Italie \| Nippo-Vini Fantini-Europa Ovini \| + 1 s \| \| 3e \| Jimmy Janssens \| Belgique \| Cibel-Cebon \| + 1 s \| \| 4e \| Thomas Degand \| Belgique \| Wanty-Groupe Gobert \| + 3 s \| \| 5e \| Eddie Dunbar \| Irlande \| Aqua Blue Sport \| + 5 s \| \| 6e \| Jérôme Baugnies \| Belgique \| Wanty-Groupe Gobert \| + 41 s \| \| 7e \| Antoine Warnier \| Belgique \| WB-Aqua Protect-Veranclassic \| + 41 s \| \| 8e \| Jeroen Meijers \| Pays-Bas \| Roompot-Nederlandse Loterij \| + 53 s \| \| 9e \| Aksel Nõmmela \| Estonie \| BEAT Cycling Club \| + 53 s \| \| 10e \| Quentin Pacher \| France \| Vital Concept \| + 53 s \| |                 |          |                                 |                 |
| |                 |          |                                 |                 |
| Sources : ProCyclingStats Cycling Quotient Cycling Archives |                 |          |                                 |                 |
| Classement général |                 |          |                                 |                 |
| Coureur | Coureur         | Pays     | Équipe                          | Temps           |
| 1er | Jan Tratnik     | Slovénie | CCC Sprandi Polkowice           | 4 h 42 min 34 s |
| 2e | Marco Tizza     | Italie   | Nippo-Vini Fantini-Europa Ovini | + 1 s           |
| 3e | Jimmy Janssens  | Belgique | Cibel-Cebon                     | + 1 s           |
| 4e | Thomas Degand   | Belgique | Wanty-Groupe Gobert             | + 3 s           |
| 5e | Eddie Dunbar    | Irlande  | Aqua Blue Sport                 | + 5 s           |
| 6e | Jérôme Baugnies | Belgique | Wanty-Groupe Gobert             | + 41 s          |
| 7e | Antoine Warnier | Belgique | WB-Aqua Protect-Veranclassic    | + 41 s          |
| 8e | Jeroen Meijers  | Pays-Bas | Roompot-Nederlandse Loterij     | + 53 s          |
| 9e | Aksel Nõmmela   | Estonie  | BEAT Cycling Club               | + 53 s          |
| 10e | Quentin Pacher  | France   | Vital Concept                   | + 53 s          |

### Classements UCI
La course attribue aux coureurs le même nombre des points pour l'UCI Europe Tour 2018 et le Classement mondial UCI.
| Position           | 1er | 2e | 3e | 4e | 5e | 6e | 7e | 8e | 9e | 10e | 11e | 12e | 13e à 15e | 16e à 25e |
| Classement général | 125 | 85 | 70 | 60 | 50 | 40 | 35 | 30 | 25 | 20  | 15  | 10  | 5         | 3         |